# Почётная грамота Правительства Приднестровской Молдавской Республики
Почётная грамота Правительства Приднестровской Молдавской Республики учреждена Постановлением Правительства Приднестровской Молдавской Республики от 27 декабря 2012 года № 140 «О Почётной грамоте Правительства Приднестровской Молдавской Республики и Благодарности Правительства Приднестровской Молдавской Республики».
Постановлением были утверждены Положение о Почётной грамоте Правительства Приднестровской Молдавской Республики и об объявлении благодарности Правительства Приднестровской Молдавской Республики, образец бланка Почётной грамоты, описание и рисунок нагрудного знака к Почётной грамоте.

## Положение

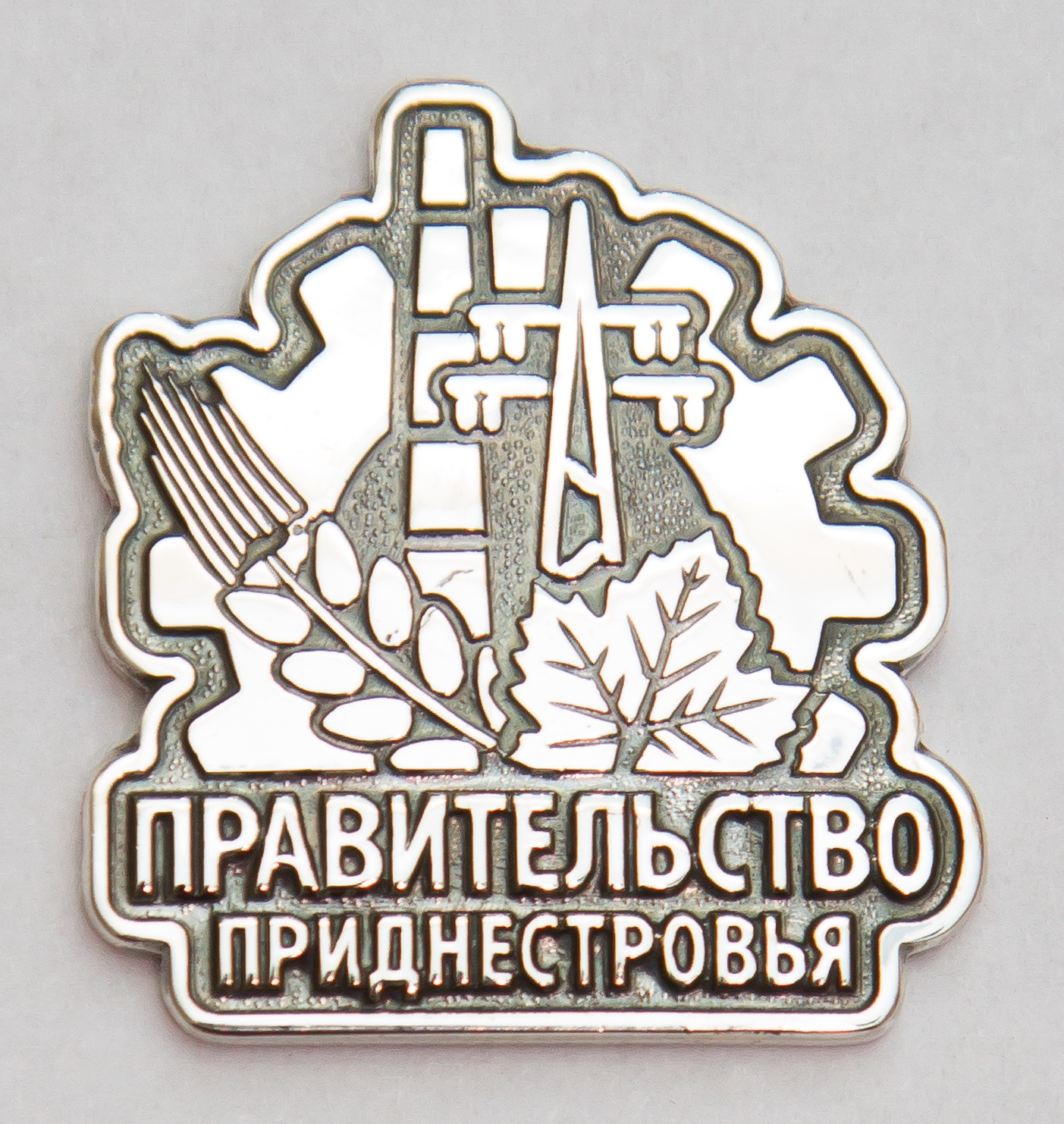
Фото нагрудного знака к Почетной грамоте Правительства ПМР

В соответствии с Положением, Почётная грамота Правительства Приднестровской Молдавской Республики является формой поощрения Правительства Приднестровья

за заслуги в содействии проведению социальной и экономической политики государства, осуществлению эффективной деятельности органов исполнительной власти, развитию местного самоуправления, обеспечению законности, прав и свобод граждан, реализации внешней политики государства, а также осуществлению иных полномочий, возложенных на Правительство Конституцией Приднестровской Молдавской Республики, конституционными законами, законами, указами Президента Приднестровской Молдавской Республики.

Грамотой награждаются граждане Приднестровской Молдавской Республики или организации. Также наградой могут быть удостоены иностранные граждане и лица без гражданства или международные и иностранные организации за заслуги в развитии и укреплении международного сотрудничества с Приднестровьем.

Вручение грамоты осуществляется Председателем Правительства Приднестровской Молдавской Республики либо по его поручению членами Правительства Приднестровской Молдавской Республики или другими должностными лицами.

Нагрудный знак упаковывается в бархатный футляр.

Повторное награждение грамотой не производится. Дубликаты грамоты и нагрудного знака взамен утерянных не выдаются.

## Нагрудный знак

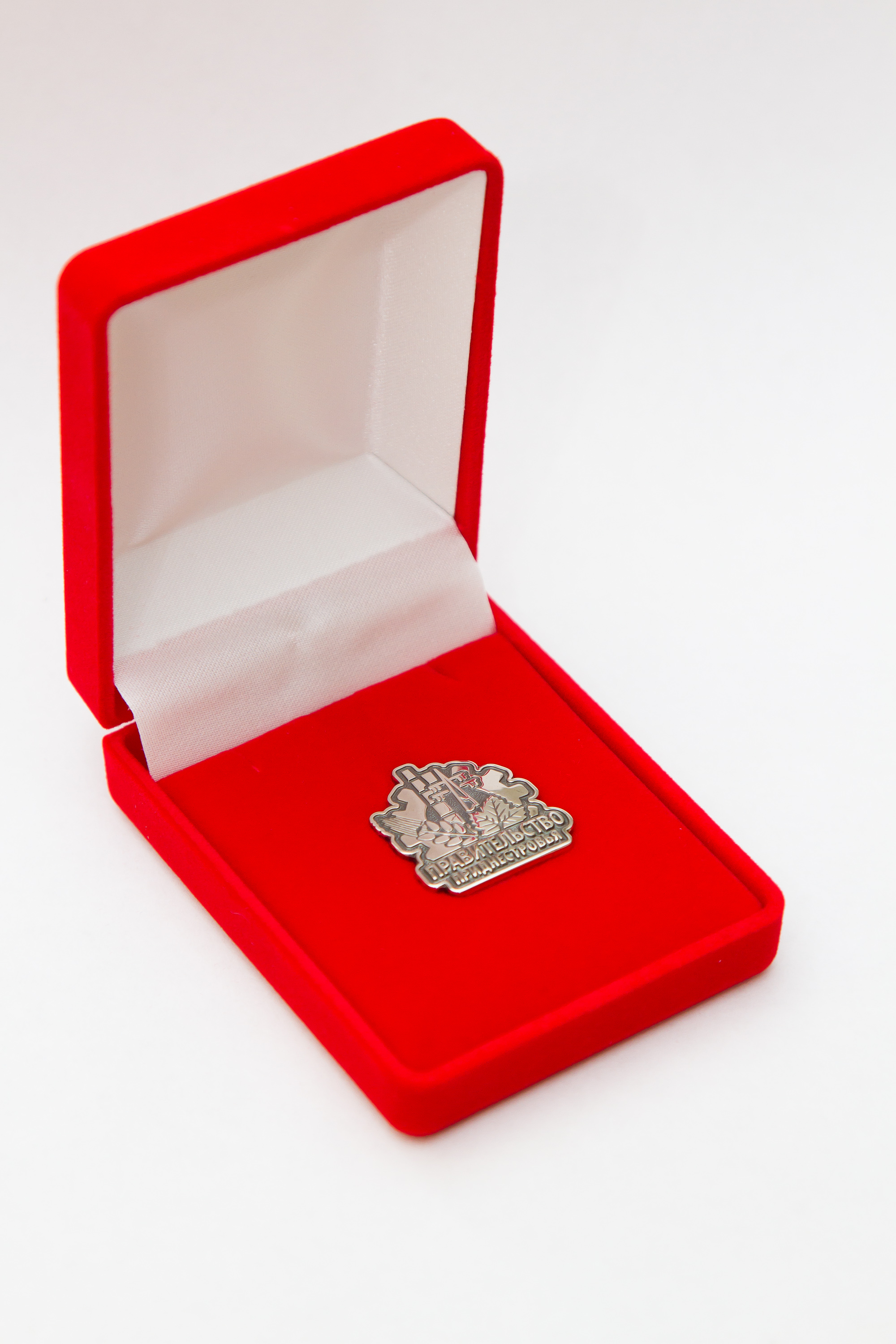
Нагрудный знак в бархатном футляре

Нагрудный знак к Почётной грамоте Правительства Приднестровской Молдавской Республики представляет собой зубчатого колеса с изображением хлебного колоса и виноградного листа, производственной трубы и опоры линии электропередачи. В нижней части знака находится надпись «Правительство Приднестровья».

Основа нагрудного знака сделана из томпака.

Изображение знака серебристое, буквы выпуклые.

Размер нагрудного знака — 25 миллиметров.

Крепление нагрудного знака выполняется в виде цанговой застежки.

## Список лиц, награждённых Почётной грамотой
Основная категория: Награждённые Почётной грамотой Правительства Приднестровской Молдавской Республики